# Ан Тайлър
Ан Тайлър (на английски: Anne Tyler) е американска писателка на произведения в жанра социална драма и детско-юношеска литература. Носителка е на награда „Пулицър“ за художествена литература.

## Биография и творчество
Ан Тайлър е родена на 25 октомври 1941 г. в Минеаполис, Минесота, САЩ. Израства в селска ферма близо до Бърнсвил, Северна Каролина, като най-голямото от четирите деца в семейството на квакери. От 7 до 11-годишна възраст е обучавана от майка си, която е социална работничка. В същото време помага във фермата на родителите си. Когато е 11-годишна семейството се премества в Роли, Северна Каролина, и тя тръгва на училище за първи път. Следва славистика в университета „Дюк“, където получава бакалавърска степен през 1961 г. и прави следдипломно обучение по русистика в Колумбийския университет в периода 1961 – 1962 г. След дипломирането си, в периода 1962 – 1963 г. работи като библиотекарка в университетската библиотека на университета „Дюк“, и в периода 1964 – 1965 г. в Правната библиотека на университета „Макгил“, Монреал.
В университета „Дюк“ се запознава с иранския детски психолог и писател Таги Модареси, който е напуснал Иран през 1959 г. Омъжва се за него през 1963 г. и имат две дъщери. До 1967 г. живеят в Монреал, заради изтеклата виза на съпруга ѝ. Дъщеря ѝ Митра Модареси е илюстраторка на детски книги.
Първият ѝ роман „Ако някога дойде утрото“ е издаден през 1964 г. От 1965 г. тя се посвещава на писателската си кариера. Успехът ѝ идва с романа „Изплъзващ се живот“ от 1969 г., който през е екранизиран в едноименния филм с участието на Лили Тейлър и Гай Пиърс. Романът ѝ „Турист по неволя“ от 1985 г. е история за живота на наскоро разведен мъж, който пише пътеводители за бизнесмени. Книгата става бестселър, получава наградата на критиците и през 1988 г. е екранизиран в едноименния филм. Авторка е на над 25 романа, които се занимават със съдбата на различни герои от променящи се гледни точки, от наративна близост до психологизиране на далечни възгледи. Действието им се развива най-често в Балтимор, където тя живее от 1967 г.
През 1988 г. е издаден романът ѝ „Уроци по дишане“. След 30-годишен брак, две деца, Айра и Маги Моран са потънали в дълбоките коловози на ежедневието и неговите дребни радости и скърби, докато един ден отиват на погребението на стар приятел, а пътуването им се превръща в равносметка на семейния им живот. С чувство за хумор авторката показва тайните стремежи, трупаните огорчения и все още тлеещите искрици на мечтите, под повърхността на уж отдавна улегналия им брак. Романът е удостоен с наградата „Пулицър“ за художествена литература. През 1994 г. романът е екранизиран в едноименния телевизионен филм с участието на Джеймс Гарнър и Джоан Удуърд.
Част от другите ѝ произведения също са екранизирани в успешни филми. Авторка е и на много разкази.
Тя е членка на Американската академия за изкуства и литература от 1983 г. и на Американската академия за изкуства и науки от 1994 г.
Ан Тайлър живее в Балтимор.

## Произведения
Самостоятелни романи
- If Morning Ever Comes (1964)[1][2][3][4][5]
- The Tin Can Tree (1965)
- A Slipping Down Life (1969)
- The Clock Winder (1972)
- Celestial Navigation (1974)
- Searching for Caleb (1975)
- Earthly Possessions (1977)
Земни притежания, сп. „Съвременник“ бр.4 (2007), прев. Алена Ликова
- Morgan's Passing (1980) – награда „Джанет Хайдингер Кафка“
Превъплъщенията на Морган, изд.: „Народна култура“, София (1987), прев. Виолета Кюмюрджиева
- Dinner At the Homesick Restaurant (1982) – награда на ПЕН клуба
Вечеря в ресторант „Носталгия“, изд.: „Народна култура“, София (1984), прев. Виолета Кюмюрджиева
- The Accidental Tourist (1985) – награда на критиката
Турист по неволя, изд.: „Народна младеж“, София (1989), прев. Виолета Кюмюрджиева
- Breathing Lessons (1988) – награда „Пулицър“
Уроци по дишане, изд.: ИК „Колибри“, София (2014), прев. Владимир Молев
- Saint Maybe (1991)
- Tumble Tower (1993)
- Ladder of Years (1995)
- A Patchwork Planet (1998)
- Back When We Were Grownups (2001)
- The Amateur Marriage (2004)
- Digging to America (2006)
- Noah's Compass (2009)
- The Beginner's Goodbye (2012)
- A Spool of Blue Thread (2015)
Макара със син конец, изд.: ИК „Колибри“, София (2018), прев. Владимир Молев
- Clock Dance (2018)
- Redhead by the Side of the Road (2020)
- French Braid (2022)

### Участие в общи серии с други писатели

#### Поредица „Хогарт Шекспир“ (Hogarth Shakespeare)
3. Vinegar Girl (2016)
от поредицата има още 6 романа от различни автори

### Новели и разкази
- Half-Truths and Semi-Miracles (2018)[1]
- Teenage Wasteland (2020)

### Екранизации
- 1988 Турист по неволя, The Accidental Tourist – с Уилям Хърт, Катлийн Търнър и Джина Дейвис[5]
- 1994 Breathing Lessons – тв филм, с Джеймс Гарнър и Джоан Удуърд
- 1998 Saint Maybe – тв филм, с Мери-Луиз Паркър и Денис О'Хеър
- 1999 A Slipping-Down Life – с Лили Тейлър и Гай Пиърс
- 1999 Earthly Possessions – тв филм, със Сюзън Сарандън
- 2004 Back When We Were Grownups – тв филм, с Блайт Данър, Питър Фонда и Джак Паланс